# Orquesta Sinfónica Nacional Checa
La Orquesta Sinfónica Nacional Checa (ČNSO) (en checo: Český Národní Symfonický Orchestr) es una orquesta sinfónica de Praga, República checa. Fue fundada en 1993 por el trompetista Jan Hasenöhrl. Libor Pešek es el director titular de la orquesta, sucediendo en 2007 al director estadounidense Paul Freeman quien comenzó con la orquesta en 1996.

## La Orquesta Sinfónica Nacional Checa en la música popular
En 1996, la orquesta tocó en el álbum de Ulf Lundell På andra sidan drömmarna.
Cuando Lotta Engberg cumplió 40 años de edad en 2003, fue a Praga para grabar la balada Nära livets mening junto con la orquesta. La canción fue incluida en el álbum Kvinna y el hombre de 2005, como la última pista.
El 20 de agosto de 2003, en el Symphonic Game Music Concert en Leipzig, Alemania, la orquesta se convirtió en la primera en tocar música escrita para videojuegos en directo fuera de Japón.
En 2013, la orquesta grabó la banda sonora de Ennio Morricone de la película de Giuseppe Tornatore La mejor oferta. En 2015 hicieron una gira con el compositor durante su 60 aniversario.
En julio de 2015, Morricone dirigió la orquesta durante las sesiones de grabación de su banda sonora para la película de Quentin Tarantino The Hateful Eight.